# Ezio Monari
Ézio Américo Monari  (São Paulo, 1935) é um artista plástico, pintor e desenhista brasileiro. 

## Biografia
Nascido em 1935, em São Paulo, onde vive. 
Discípulo e amigo do pintor ítalo-brasileiro Dario Mecatti, sua obra tem grande influência do mestre, em termos de estilo, composição e temáticas. 
Fez parte do chamado “grupo dos sete” (Menase Vaidergorn, Antônio Pascotto, Sullivan Gaspar, Sílvia Reali Servadei, Diva Buairide, Ézio Monari e José Luiz Messina), composto por discípulos de Dario Mecatti.
Nos anos 1960, fez parte do grupo pioneiro de pintores que expunham suas obras na Praça da República, em São Paulo, iniciando uma tradição que persiste até os dias de hoje. 

## Estilo e técnicas
O artista tem um traço bem peculiar, de forte influência da escola italiana, com uma paleta marcante, de tons terrosos da Toscana. Sua obra vai das figuras e paisagens ao mais audacioso concretismo abstrato. Destacam-se as figuras humanas e cenas de inspiração sacra. [carece de fontes?]
As técnicas mais utilizadas são óleo sobre madeira e óleo sobre cartão, mas também produziu em óleo sobre tela. [carece de fontes?]

## Exposições Individuais
1981 Ézio Monari: Pinturas, Desenhos e Fotografias, Galeria Velha Europa, São Paulo
2015 A poesia sacra de Ezio Monari 

## Exposições Coletivas
1961 Salão Paulista de Belas Artes  -  São Paulo

## Premiações
1961 Menção Honrosa no Salão Paulista de Belas Artes

## Obras
- Donzelas, óleo sobre madeira, 1985, 18,5 x 14 cm, coleção particular[7]
- Musica, óleo sobre carto, 2002, 39 x 27cm, coleção particular[8]
- Anunciação, óleo sobre tela com aplicação de folha de ouro e envelhecimento, 2010, 80 x 60 cm, coleção particular[3]
- Nú Feminino, óleo sobre tela, 22 x 47 cm, coleção particular[6]
- Retrato - figura feminina vestindo azul, óleo sobre tela, 65 x 74 cm, coleção particular[9]
- Carnaval, óleo sobre cartão, 1981, 28 x 19 cm, coleção particular.[10]
- Garanhão, nanquim e aguada, s/d, 17 x 23 cm, coleção particular. [11]
- Natureza morta com três peixes, óleo sobre tela, 84 x 64 cm, coleção particular[12]
- Nú reclinado, técnica mista, 28 x 19 cm, coleção particular[12]
- Nú feminino, pastel, 47 x 32 cm, coleção particular[12]
- Paisagem (com rio), óleo sobre eucatex, 29 x 19,5 cm, coleção particular[12]
- Sem título (quatro figuras), técnica mista sobre papel, 16 x 14 cm, coleção particular[12]
- Touro, acrílica sobre papel, 32 x 18 cm, coleção particular[12]
- Família, aquarela, 27 x 39 cm, coleção particular[12]
- Nômades, óleo sobre placa, 28 x 19 cm, coleção particular[12]
- Bailarina, óleo sobre tela, 71 x 91 cm, coleção particular[12]
- Cena árabe (arco), óleo sobre placa, 38 x 55 cm, coleção particular[12]
- Anjos Canths, óleo sobre placa, 15 x 21 cm, coleção particular[12]
- Veneza, óleo sobre tela, 28 x 19 cm, coleção particular[12]
- Modelo Fátima, óleo sobre tela, 82 x 40 cm, coleção particular[12]
- Marinha, óleo sobre eucatex, 42 x 30 cm, coleção particular[12]
- Figuras (2 pessoas e árvore), óleo sobre papel, 9 x 17 cm, coleção particular[12]
- Passeio no parque, óleo sobre cartão colado em eucatex, 28 x 19 cm, coleção particular[12]
- Cavalo espanhol, óleo sobre cartão, 20 x 14 cm, coleção particular[12]
- Cavalo árabe, óleo sobre cartão, 19 x 13 cm, coleção particular[12]
- Paisagem (estrada rural e árvore), óleo sobre eucatex, 19 x 28 cm, coleção particular[12]
- Casal, nanquim, 20 x 27 cm, coleção particular[12]
- Paisagem urbana (casario e poste), óleo sobre cartão, 24 x 29 cm, coleção particular[12]
- Casario, óleo sobre placa, 20 x 30 cm, coleção particular[12]
- Família (3 figuras), aquarela sobre cartão, 20 x 26 cm, coleção particular[12]
- Mulher de costas, aquarela, 22 x 32 cm, coleção particular[12]
- Casario, técnica mista, 20 x 30 cm, coleção particular[12]
- Leitura, técnica mista, 28 x 26 cm, coleção particular[12]
- Sem título (paisagem com arvoredo), óleo sobre cartão colado sobre placa,  33 x 23 cm, coleção particular[12]
- Sem título (troncos de árvores), óleo sobre tela colado sobre eucatex, 33 x 29 cm, coleção particular[12]
- Portão, óleo sobre cartão, 15 x 23 cm, coleção particular[12]